# خدمات التعليم الماليزي العالمية
EMGS أو خدمات التعليم الماليزي العالمية (بالإنجليزية: Education Malaysia Global Services)‏ هي هيئة حكومية تقوم على معاملة ومراجعة أوراق الطلاب الأجانب في ماليزيا عند التسجيل والإقامة في ماليزيا للدراسة، وهي الوسيط بين الطالب والجامعة من جهة ومكتب الهجرة في ماليزيا من جهة أخرى. انشئت الهيئة في 2012م وبدأ العمل بها تدريجيًا. تتضمن أعمالها أيضًا توفير التأمين الطبي وتقنينه في الجامعات، وقد اتفقت لتنفيذ ذلك مع شركة أكسا للتأمين.